# Lmg-Pist 41/44
La Lmg-Pist 41/44 era un subfusell d'origen suis. La arma utilitzava un sistema de blowback per al seu funcionament. Va ser dissenyada per Rudolf Furrer a la Waffenfabrik Bern (W+F). Va haver de passar per unes proves per poder ser adoptada en l'exèrcit suís. Va ser acceptada, pero duran poc temps, ja que era una arma molt difícil de fabricar i molt complexa. Va parar de ser produïda amb menys de 10.000 exemplars. Va ser reemplaçada per la MP43/44, la versió suïssa de la Suomi M31 finlandesa.